# Bulbophyllum colliferum
Bulbophyllum colliferum là một loài phong lan thuộc chi Bulbophyllum.